# Regne d'Anarta
El regne d'Anarta és un regne de l'Índia esmentat al Mahabharata que ocupava gran part de l'actual Gujarat. Va ser dominat per la dinastia Seuna després de veure's empaitada a la regió de Surasena. La seva capital fou Dwaraka. Revati va néixer en aquest regne.